# Cot Baroh (Kuta Blang)
Cot Baroh is een bestuurslaag in het regentschap Bireuen van de provincie Atjeh, Indonesië. Cot Baroh telt 905 inwoners (volkstelling 2010).